# Turraea zambesica
Turraea zambesica är en tvåhjärtbladig växtart som beskrevs av Styles & F. White. Turraea zambesica ingår i släktet Turraea och familjen Meliaceae. Inga underarter finns listade i Catalogue of Life.